# Bond Street (London)
Koordinaten: 51° 30′ 48,7″ N, 0° 8′ 45″ W

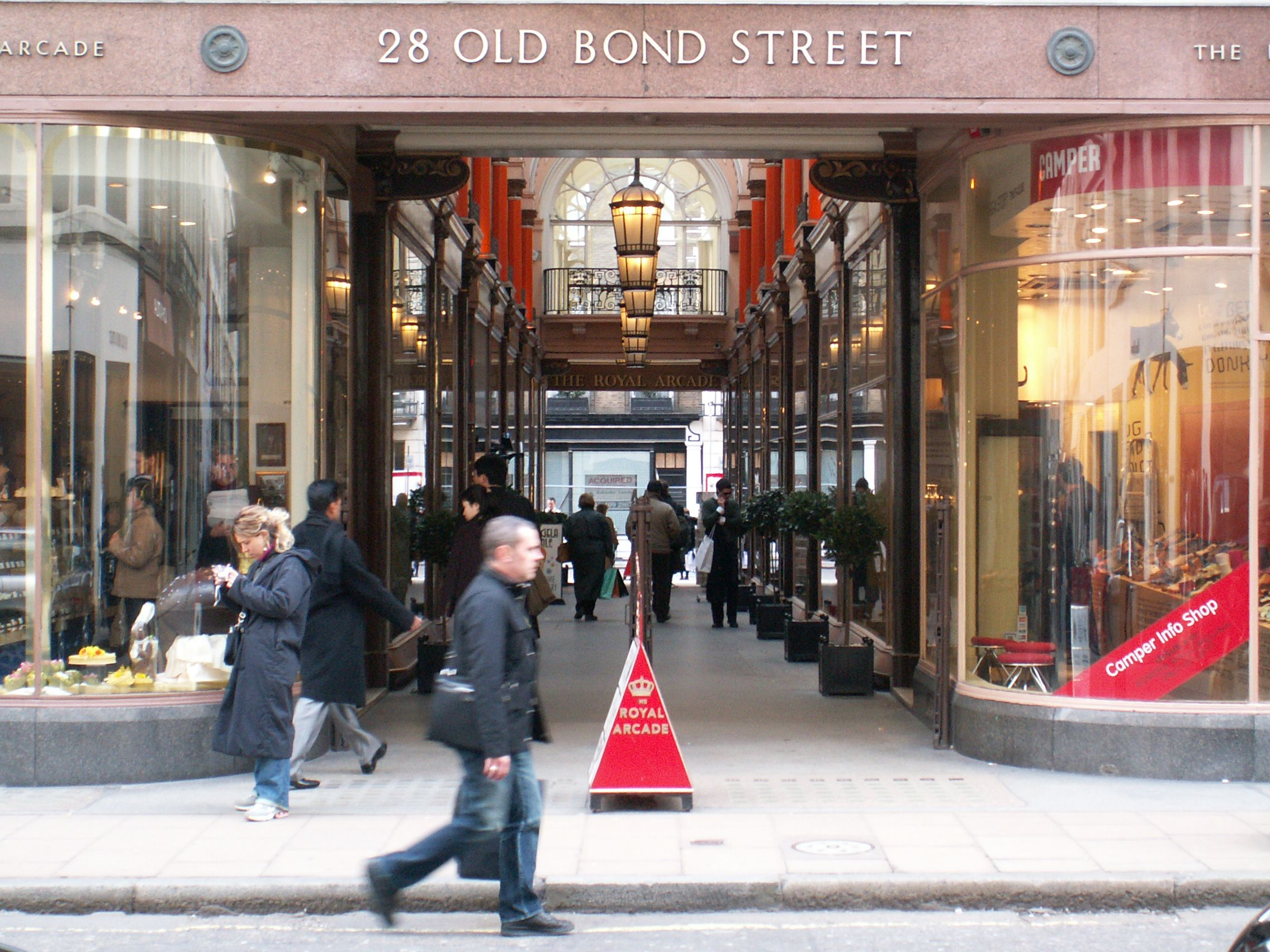
The Royal Arcade, eine Einkaufspassage auf der Old Bond Street

Bond Street im Stadtteil Mayfair in London ist eine der teuersten Einkaufsstraßen der britischen Metropole. Ihren Namen hat sie von Sir Thomas Bond, einem Bauunternehmer, der das um die Straße gelegene Stadtviertel im 17. Jahrhundert entwickelte.
Sie beherbergt mehr elegante Ladengeschäfte mit luxuriöser Designer-Ware, Parfüm, Schmuck, Kunst und Antiquitäten sowie Hoflieferanten der königlichen Familie (Royal Warrant Holders) als irgendeine andere Straße der britischen Hauptstadt. Internationale Modemarken wie Burberry, Alexander McQueen, Joseph, Gucci, Prada, Giorgio Armani, Ralph Lauren, Michael Kors, Louis Vuitton, Yves Saint Laurent, Hermès, Chanel und viele mehr haben auf dieser Straße ihre Flagshipstores angesiedelt. Häuser wie Sotheby’s, Bonhams und Juweliere wie Boucheron, Breguet, Chopard, Cartier oder Tiffany’s sind dort ebenfalls zu finden.
Genau genommen existiert die Bond Street als solche allerdings nicht, obwohl der Begriff im allgemeinen Sprachgebrauch verwendet wird. Der nördliche Teil der Straße, welcher in die Oxford Street mündet, trägt offiziell den Namen New Bond Street und der südliche, welcher auf die Piccadilly führt, heißt Old Bond Street. Die Old Bond Street ist etwa halb so lang wie die New Bond Street. Der an der Querstraße Burlington Gardens an die Old Bond Street angrenzende Teil der New Bond Street ist eine ca. 200 m lange Fußgängerzone. Beide Straßenteile sind ansonsten in Nord-Süd-Richtung verlaufende Einbahnstraßen.
Der Bahnhof Bond Street an der Kreuzung von Oxford Street und Davies Street liegt ca. 100 Meter westlich der New Bond Street.

## Galerie

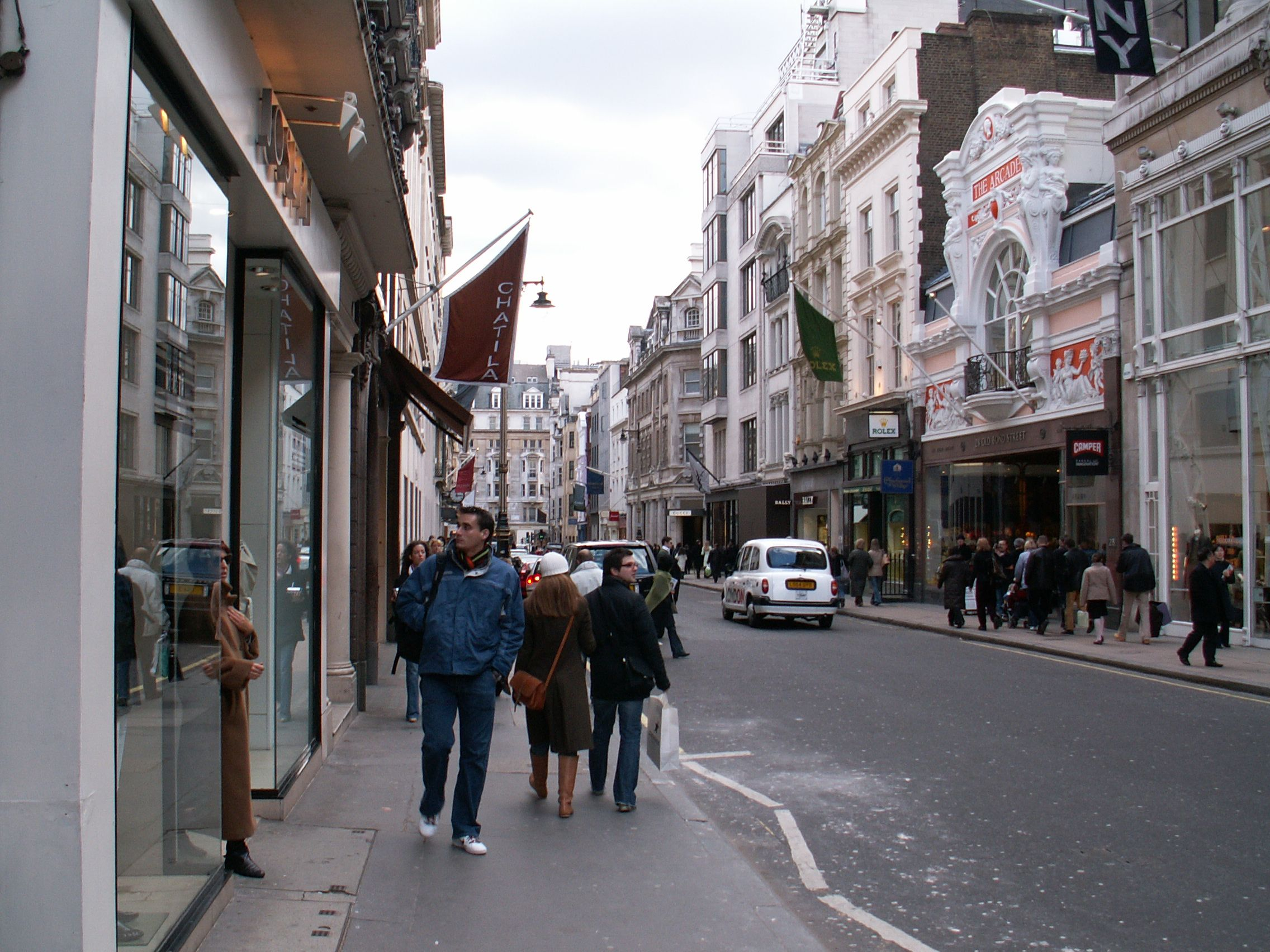
Blick auf die New Bond Street
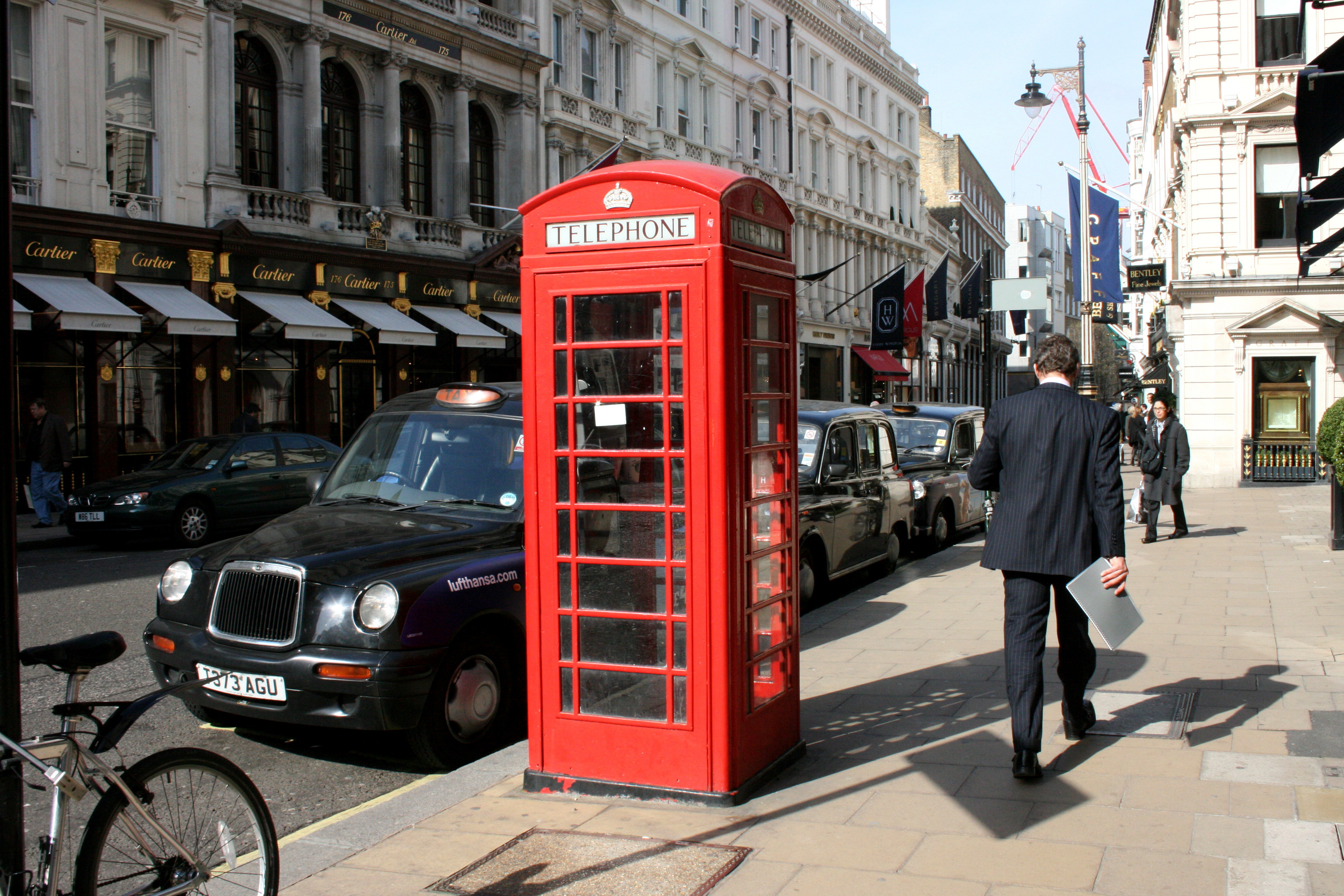
Die Juweliere Cartier und Graff – Old Bond Street
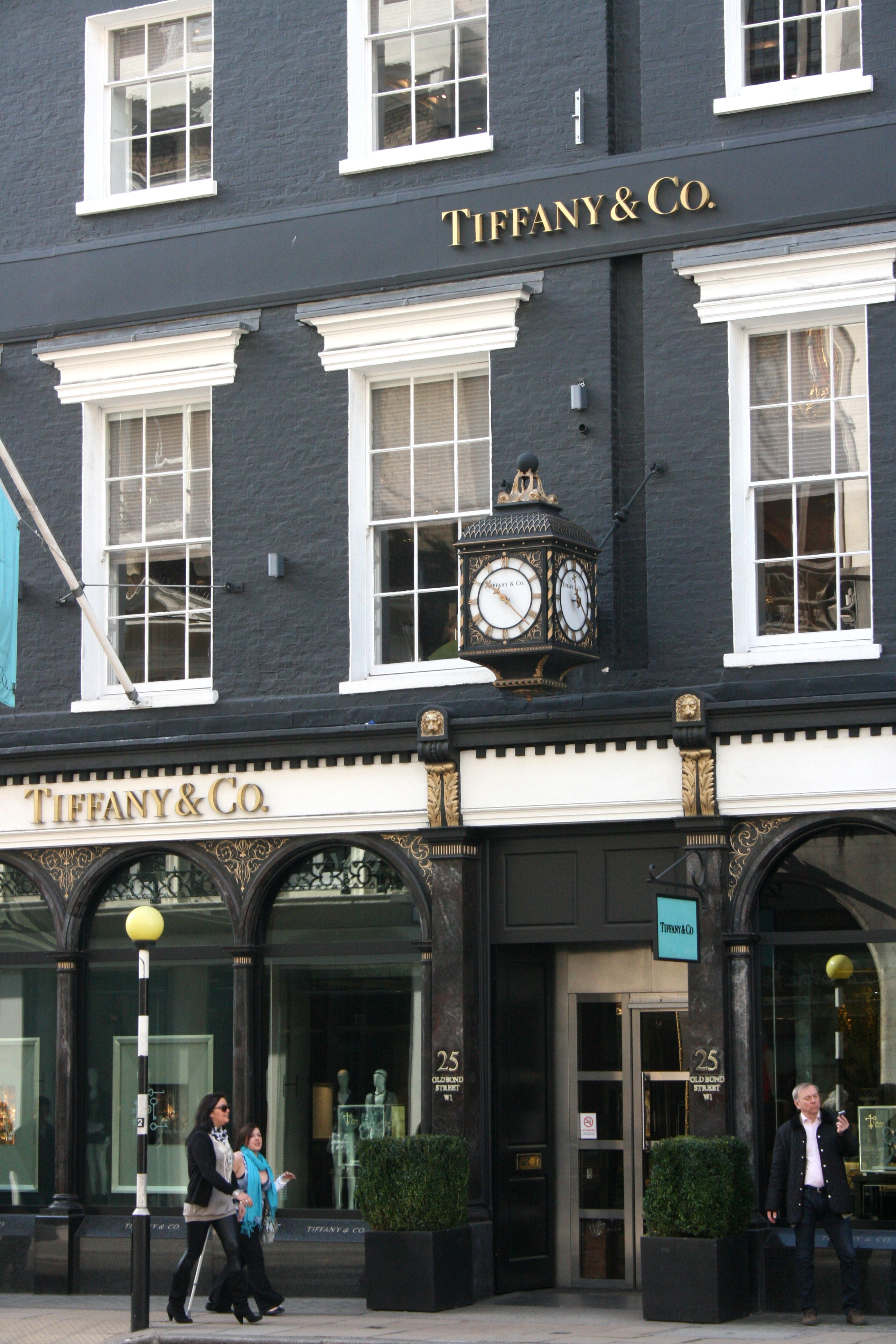
Tiffany’s – Old Bond Street
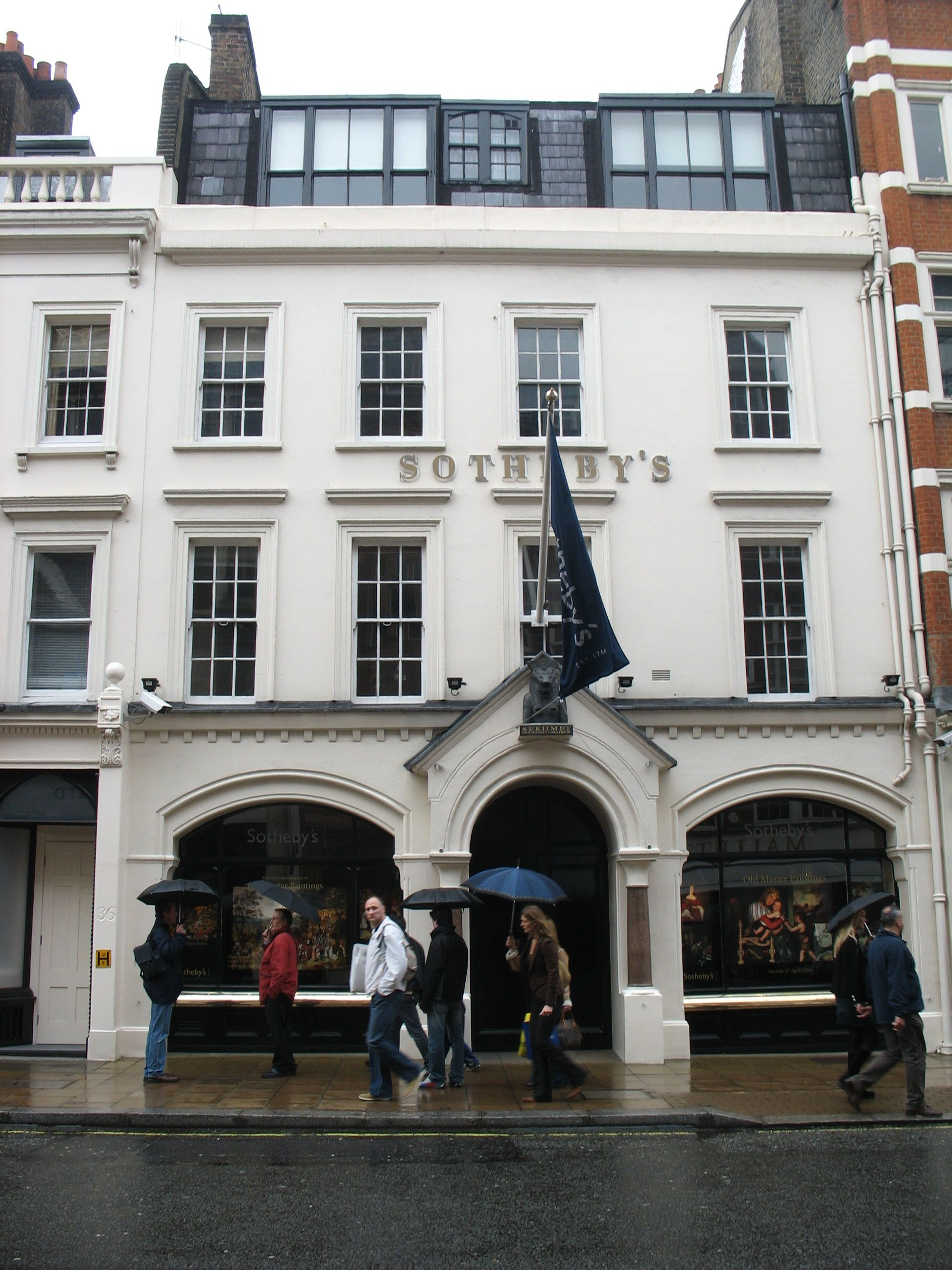
Sotheby’s – New Bond Street